# Pseudomicrocentria simplex
Pseudomicrocentria simplex är en spindelart som beskrevs av George Hazelwood Locket 1982. Pseudomicrocentria simplex ingår i släktet Pseudomicrocentria och familjen täckvävarspindlar. Inga underarter finns listade i Catalogue of Life.